# Oglethorpe (Georgia)
Oglethorpe város az Amerikai Egyesült Államok Georgia államában, Macon megyében, melynek megyeszékhelye is. Lakosainak száma 995 fő (2020. április 1.).

## Népesség
A település népességének változása:

| 2010 | 1 328 |
| 2020 | 995   |